# جيمس ر. كامبل (سياسي)
جيمس ر. كامبل (بالإنجليزية: James R. Campbell)‏ هو ضابط ومحامي وسياسي أمريكي، ولد في 4 مايو 1853 في ماكلينسبورو في الولايات المتحدة، وتوفي بنفس المكان في 12 أغسطس 1924. نشط حزبياً في الحزب الديمقراطي. وقد انتخب عضو مجلس نواب إلينوي وانتخب عضو مجلس النواب الأمريكي.